# قرمزداش
قرمزداش، روستایی از توابع بخش مرکزی شهرستان چالدران در استان آذربایجان غربی ایران است.

## جمعیت
این روستا در شهرستان چالدران  قرار دارد و براساس سرشماری مرکز آمار ایران در سال ۱۳۸۵، جمعیت آن ۱۳۵ نفر (۲۶خانوار) بوده‌است.
علت نام گذاری این روستا بدلیل وجود یک تخته سنگ قرمز بزرگدر نزدیکی این روستا میباشد زیر این تخته سنگ نوعی خاک سبز رنگ چرب به میزان زیادی موجود است 
که اهالی جهت عایق کاری سقف خانه های کاه گلی از آن استفاده میکنند.